# Motorcade of Generosity
Albums de Cake
Fashion Nugget
(1996)
Singles
1. Rock 'n' Roll Lifestyle
Sortie : 1994
2. Jolene
Sortie : 1995
3. Ruby Sees All
Sortie : 1995

Motorcade of Generosity est le premier album studio du groupe de rock alternatif américain Cake. Il a été enregistré au studio Pus Cavern à Sacramento, en Californie, et sorti le 7 février 1994 sur le label Capricorn Records.

## Liste des pistes
Toutes les chansons sont écrites et composées par John McCrea, sauf indication contraire.
| No  | Titre                     | Durée |
| --- | ------------------------- | ----- |
| 1.  | Comanche                  | 2:09  |
| 2.  | Ruby Sees All             | 3:00  |
| 3.  | Up So Close               | 3:13  |
| 4.  | Pentagram                 | 2:19  |
| 5.  | Jolene                    | 5:19  |
| 6.  | Haze of Love              | 3:08  |
| 7.  | You Part the Waters       | 2:50  |
| 8.  | Is This Love?             | 3:19  |
| 9.  | Jesus Wrote a Blank Check | 3:10  |
| 10. | Rock 'n' Roll Lifestyle   | 4:14  |
| 11. | I Bombed Korea            | 2:19  |
| 12. | Mr. Mastodon Farm         | 5:27  |
| 13. | Ain't No Good             | 2:40  |

## Personnel
Cake
- John McCrea – chant, guitare
- Greg Brown – guitare, orgue
- Vince DiFiore – trompette
- Victor Damiani – basse
- Todd Roper – batterie